# الدوري الليبي الدرجة الثانية
الدوري الليبي الدرجة الثانية هو بطولة ليبية لكرة القدم ينظمها الاتحاد الليبي لكرة القدم.

## سجل الأبطال
- 2004-05- النادي الأهلي (بنغازي).[1]
- 2005-06 - النصر.[2]
- 2006-07 - الوحدة.[2]
- 2007-08 - الهلال.[2]
- 2008-09 - النجمة.[2]
- 2009-10 - دارنس.[2]